# Rabczyce (Ukraina)
Rabczyce – wieś na Ukrainie w rejonie drohobyckim należącym do obwodu lwowskiego.
Pod koniec XIX w. wieś w powiecie drohobyckim Królestwa Galicji i Lodomerii.
Po ataku III Rzeszy na ZSRR (lato 1941) mieszkańcy wsi (prawdopodobnie członkowie ukraińskiej milicji) zamordowali tutaj 13 osób. Wśród zabitych był przewodniczący rady wsi.